# Mitrofan
Mitrofan fou l'os que va ser mort per Joan Carles I, rei d'Espanya, durant una cacera il·legal el 2006 al poblat de Nóvlenskoie, Rússia, mentre visitava la regió.

## Cobertura de la informació
Diversos mitjans de comunicació massiva espanyols, europeus i americans
van fer-se eco de la notícia després de les denúncies que va posar Sergei Starostin, vice-director del Departament de Conservació del Medi del Parc Natural de Vologda, dirigida a Viacheslav Pozgaliov, governador de la zona. A la carta, Sergei afirmava que l'os estava begut perquè li havien donat un combinat de vodka i mel. L'os era domèstic i havia estat domesticat per entretenir els visitants d'un parc ballant. Va ser portat cap al lloc de la cacera en una gàbia i deixat anar amb l'únic objectiu de ser mort pel rei.
L'assumpte Mitrofan també va tenir una àmplia repercussió a la xarxa, en clau de crítica i d'humor. En algun d'aquests casos, un fotomuntatge satíric del suplement Caduca Hoy del diari basc Deia va ser blanc d'una denúncia per l'Audiencia Nacional. També va ser personatge de l'any per un blocaire català, i fins i tot a la premsa escrita van sortir notícies com "Investigan en Rusia si el Rey Juan Carlos cazó en agosto pasado un oso amaestrado y borracho".
Posteriorment la Casa Reial espanyola i el mateix governador (Viacheslav Pozgaliov) van negar tota la història.
Tot i així encara s'esmentaria aquest afer com un signe, entre d'altres, d'una possible baixada de popularitat del rei Joan Carles I entre els ciutadans espanyols.